# أبيلاردو إل. رودريغيز
أبيلاردو إل. رودريغيز (بالإسبانية: Abelardo L. Rodríguez)‏ (و. 1889 – 1967 م) هو سياسي، من المكسيك، كان عضوًا في الحزب الثوري المؤسساتي، توفي في لاهويا، عن عمر يناهز 78 عاماً.
أبيلاردو رودريغيز لوخان، المعروف باسم أبيلاردو إل. رودريغيز (12 مايو 1889 - 13 فبراير 1967)، كان الرئيس البديل للمكسيك منذ عام 1932 حتى عام 1934. أكمل ولاية الرئيس باسكوال أورتيز روبيو بعد استقالته خلال الفترة المعروفة باسم ماكسيماتو. ثم امتلك الرئيس السابق بلوتاركو إلياس كاليس (إل خيفي ماكسيمو أو القائد الأعلى) سلطة سياسية كبيرة بحكم الأمر الواقع، دون أن يكون هو نفسه رئيسًا. ومع ذلك، كان رودريغيز أكثر نجاحًا من أورتيز روبيو في تأكيد السلطة الرئاسية ضد نفوذ كاليس. وحتى الآن، يعد رودريغيز المكسيكي الوحيد الذي كان برتبة عميد وشغل منصب الرئيس والحاكم لولايتين مختلفتين.
حياته المبكرة
ولد رودريغيز في 12 مايو عام 1889 لأسرة فقيرة في سان خوسيه دي غوايماس، سونورا. أما والداه نيكولاس رودريغيز كامبوس وبيترا لوخان، فقد كان لديهما أطفال أخرون إلى جانب أبيلاردو: خوسيه وماريا وفرناندو فيليسيانو وكاتالينا وإدواردو وفيرجينيا ومانويلا ونيكولاس وكاترينا وخوسيه ماريا. وبسبب الفقر، نادرًا ما انتعل أبيلاردو الأحذية في صغره.
عندما كان في الحادية عشرة من عمره، التحق بالمدرسة لفترة وجيزة في نوغاليس، أريزونا. وتعرض خلال وجوده فيها لهجوم من قبل ولدين أمريكيين أكبر سنًا، هما أوين ووكر ودون هيريرا، وقد كانت المشاعر المعادية للمكسيك مرد ذلك الهجوم. كان أبيلاردو يومها يقف في الطابور، ووقف هيريرا أمامه وكان ووكر خلفه. دفع هيريرا رودريغيز بشدة، وألقاه على رأس ووكر، الذي كان يحمل سكينًا في يده. فجرح ووكر خد رودريغيز الأيسر، ما أدى إلى شق لا يقل عن ستة سنتيمترات (2.3 بوصة)، من الفم إلى أعلى. وفي وقت لاحق، خلال شباب رودريغيز، عاد إلى أريزونا لينتقم منهما. لكنه عرف أن ووكر قد مات في حادث زراعي، وأن هيريرا انتقل إلى كاليفورنيا مع عائلته. وبعد تفكيره في وفاة ووكر المأساوية، أعاد رودريغيز النظر وتنازل عن محاولته للانتقام.
لم يكمل رودريغيز دراسته الابتدائية. وترك الدراسة بعد الصف الرابع ليبدأ العمل لمساعدة أسرته. ومع ذلك، فقد تعهد أن يثقف نفسه. عندما كان شابًا كان يعمل في متجر خردوات لشقيقه، وفي منجم نحاس في كانانيا، وكلاعب بيسبول محترف في نوغاليس، سونورا. ثم عمل لفترة وجيزة في مصنع حديد في لوس أنجلوس، كاليفورنيا أثناء محاولته لاحتراف الغناء. وبعد فشله في ذلك المسعى، عاد إلى المكسيك. وفي سونورا، عمل لفترة وجيزة في سكة حديد جنوب المحيط الهادئ، قبل إقالته. فشل في اختباره ليصبح مديرًا للسكة الحديدية بسبب إصابته بعمى اللونين الأحمر والأخضر. ثم أصبح قائدًا للشرطة في نوغاليس، سونورا في عام 1912.

## مهنته العسكرية
انضم رودريغيز إلى الثورة المكسيكية برتبة ملازم أول في 1 مارس عام 1913. وانضم إلى الكتيبة الثانية غير النظامية في سونورا، تحت قيادة المقدم أوروزكو. أرّخ رودريغيز تجربته العسكرية في سيرته الذاتية عام 1962.

### المناوشات الشمالية
خاض رودريغيز أول قتال له في 24 أغسطس عام 1913 في كروز دي لا بيدرا، سونورا. وهناك نصبت قوات الكتيبة الثانية كمينًا لقطار كان يقل قوات الجيش الفيدرالي من مدينة مكسيكو، بقيادة الجنرال جيرون. قتل النورتينيوس (الشماليون) الفدراليين وقتلوا الجنرال جيرون. وفي أواخر عام 1913 قاتل رودريغيز في لوس موتشيس ثم في سينالوا دي ليفا. وفي الأول من أكتوبر عام 1913، في سينالوا دي ليفا، رُقي إلى رتبة نقيب ثانٍ. وفي 14 أكتوبر عام 1913 ساعد في الاستيلاء على كولياكان. وفي بداية مارس عام 1914، عُين كضابط صرف ثانٍ. ثم دمجت الكتيبة الثانية في الكتيبة الرابعة غير النظامية لسونورا، والتي كانت جزءًا من مرافقة الجنرال فينوستيانو كارانسا.

### حادثة إطلاق النار والسجن
في يونيو عام 1914، كانت الكتيبة الرابعة في مدينة دورانجو بولاية دورانجو. وقد تعرض رودريغيز للإهانة هناك من قبل النقيب بيدرو ألمادا، الذي كان رئيسه. وكان الحادث غير مبرر، ووقع خلال مأدبة عشاء على طاولة كبيرة أمام العديد من الضباط. رد رودريغيز بالوقوف، وسحب مسدسه، وأطلق رصاصة واحدة على جبين النقيب ألمادا. لكنه أخطأ وأصابت الرصاصة جدارًا خلف النقيب. ثم ألقي القبض على رودريغيز بتهمة العصيان وأرسل إلى سجن ولاية دورانجو في 16 يونيو عام 1914. وأطلق سراحه من السجن في 24 يونيو عام 1914. تمكن المحامي المتدرب، خيسوس دورادور إيبارا، من التحقق من أنه بسبب راتبه بصفته ضابط صرف، استحق رودريغيز بالفعل رتبة نقيب أول، وبالتالي، لم يكن هناك تمرد. ألغى أحد القضاة مذكرة التوقيف، وأُطلق سراح رودريغيز. وفي يوم الإفراج عنه، زاره النقيب بيدرو ألمادا. وسامحا بعضهما وأصبحا صديقين.

### دخول مدينة مكسيكو
عاد رودريغيز إلى الكتيبة الرابعة في سونورا، واستمر بالخدمة تحت قيادة الجنرال كارانزا. في 17 يوليو عام 1914، تلقى رودريغيز ترقيته الرسمية إلى رتبة نقيب أول. وفي 20 أغسطس عام 1914، دخل كارانزا والكتيبة الرابعة مدينة مكسيكو، وتولى الجنرال كارانزا الرئاسة المؤقتة للجمهورية. وفي أواخر عام 1914، دمجت الكتيبة الرابعة غير النظامية في سونورا في فيلق الجيش الشمالي الغربي للجيش الدستوري، بقيادة الجنرال ألفارو أوبريغون.
في 21 ديسمبر عام 1914، رُقي رودريغيز إلى رتبة رائد، بينما كان على خط السكة الحديد في مدينة مكسيكو. وفي 10 مايو عام 1915، غادر الجيش الدستوري بقيادة الجنرال أوبريغون مدينة مكسيكو. كانوا متجهين لهزيمة جيش الجنرال فرانسيسكو «بانشو» فيا. وبعد اشتباك بسيط، وصل الجيش الدستوري إلى سيلايا.

### معركة سيلايا
خاض الجيش الدستوري معركة سيلايا ضد فرقة ديل نورتي التابعة لفيا. استمرت المعركة من 6 أبريل حتى 15 أبريل عام 1915. وخلال هذه المعركة، أصيب رودريغيز برصاصة في شحمة أذنه اليمنى، بينما كان يحرس مدفعًا رشاشًا. وقد ربح الجيش الدستوري المعركة. وفي 25 أبريل عام 1915 رُقي رودريغيز إلى رتبة مقدم. في يونيو عام 1915، أثناء القتال ضد قوات فيا بالقرب من ليون، غواناخواتو، أصيب رودريغيز برصاصة في الفخذ. وأرسل إلى غوادالاخارا لإجراء عملية جراحية لإزالة شظايا العظام المفتتة. وبعد الشفاء، انضم مرة أخرى إلى الجيش الدستوري وحارب بقايا قوات فيا في أغواسكاليينتس وسالتيو. وفي الأول من مارس عام 1916، رقي إلى رتبة عقيد. وفي الثاني من يونيو عام 1916، تولى رودريغيز مسؤولية لواء المشاة الثاني التابع للفرقة الشمالية الغربية الأولى للجيش الدستوري. وتألف اللواء من ست كتائب معظمها من الياكي.

### حملة الياكي
في عام 1917، انضم رودريغيز إلى الجنرال بلوتاركو إلياس كاليس في مقره في إمبالمي، سونورا. وقد كُلفا بإخضاع السكان الأصليين الياكي في سونورا، الذين رفضوا سلطة الحكومة الفيدرالية في مدينة مكسيكو. استخدمت الحملة ثلاثة أسراب طيران: واحد تحت قيادة الجنرال أرنولفو آر غوميز، والآخر تحت قيادة الكولونيل خيسوس أغيري، والثالث تحت قيادة رودريغيز (لواء المشاة الثاني). استمرت الحملة ثلاث أو أربع سنوات، من عام 1917 حتى نحو عام 1920. خلال هذا الوقت، رُقي رودريغيز إلى رتبة جنرال.

## مناصب
تولى منصب Governor of Sonora ‏ (1943–1948)، ورئيس المكسيك (4 سبتمبر 1932–30 نوفمبر 1934)، وSecretariat of National Defense ‏ (1932–1932)، وSecretariat of Economy ‏ (1932–1932)، وGovernor of Baja California ‏، وGovernor of Baja California ‏، ووزير.
| المناصب السياسية          | المناصب السياسية                                 | المناصب السياسية     |
| ------------------------- | ------------------------------------------------ | -------------------- |
| سبقه باسكوال أورتيز روبيو | رئيس المكسيك (43) 4 سبتمبر 1932 - 30 نوفمبر 1934 | تبعه لازارو كارديناس |

## روابط خارجية
- أبيلاردو إل. رودريغيز على موقع مونزينجر (الألمانية)